# Lucía Gálvez
Lucía Gálvez (12 de noviembre de 1942-22 de junio de 2023) fue una historiadora y ensayista argentina especializada en el estudio de la evolución de la sociedad argentina y sus instituciones durante los siglos XVII y XVIII. Se caracteriza por sus obras de divulgación histórica y su trabajo de investigación y revalorización de las mujeres en la historia.

## Biografía
Lucía Gálvez proviene de una familia vinculada a la cultura en sus diversas expresiones. Es nieta de Manuel Gálvez y Delfina Bunge. Nació en noviembre de 1942 y es Licenciada en Historia por la Universidad de Buenos Aires.
A lo largo de su trayectoria, fue miembro de la Academia de Historia de la Ciudad de Buenos Aires, el Instituto Histórico de la Manzana de las Luces, el Centro Cultural San Martín y el Club del Progreso. Ejerce la docencia en el Instituto de Cultura del Centro Universitario de Estudios y desde 2002 preside la Fundación Manuel Gálvez.
En 2010 recibió un reconocimiento del Instituto de Letras y Ciencias Humanas por su trabajo en relación con la cultura hispanoamericana.
En 2014 fue distinguida por la Fundación Konex con el Diploma al Mérito en Letras, en la especialidad Biografías y Memorias, junto con Álvaro Abós, Alicia Dujovne Ortiz, Eduardo Jozami y Ricardo Strafacce.
En 2017 recibió el título de Personalidad Destacada de la Cultura de la Ciudad de Buenos Aires.

## Obras
- Mujeres de la conquista (1ª ed. 1ª reimp. edición). Planeta. 1994. ISBN 978-950-742-026-9.
- Historias de América (1ª edición). Grupo Editorial Norma. 1999. ISBN 978-987-9334-22-5.
- Las mil y una historias de América (1ª ed. 1ª reimp. edición). Kapelusz. 1999.
- Delfina Bunge (1ª 1ª reimp. edición). Planeta. 2000. ISBN 978-950-49-0458-8.
- Las mujeres y la patria (1ª ed. 1ª reimp. edición). Grupo Editorial Norma. 2001. ISBN 978-987-545-005-9.
- Historias de amor de la historia argentina (1ª ed. 10ª reimp. edición). Grupo Editorial Norma. 2001. ISBN 978-987-9334-08-9. Primera edición: noviembre de 1998
- Guaraníes y jesuitas. De la tierra sin mal al Paraíso (2ª edición). Sudamericana. 2001. ISBN 978-950-07-2082-3.
- Molinos e Indalecio Gómez (1ª edición). Gofica Editora. 2001. ISBN 978-987-542-038-0.
- Historias de inmigración (1ª edición). Grupo Editorial Norma. 2003. ISBN 978-987-545-097-4.
- Titaquín. El inca andaluz (1ª edición). Sudamericana. 2004. ISBN 978-950-07-2569-9.
- Romances de tango (1ª ed. 1ª reimp. edición). Grupo Editorial Norma. 2005. ISBN 978-987-545-048-6. Primera edición: febrero de 2002. En coautoría con Enrique Espina Rawson.
- Como Dios manda?: Iglesia, masonería y Estado en la Argentina: en qué creían los que hicieron el país (1ª edición). Grupo Editorial Norma. 2006. ISBN 978-987-545-361-6.
- Historia, mujeres, amor (1ª edición). Punto de Lectura. 2007. ISBN 978-987-578-059-0. Reúne los trabajos Historias de amor de la historia argentina, Mujeres de la Conquista y Las mujeres y la patria
- Güemes, baluarte de la Independencia (1ª edición). Aguilar, Altea, Taurus, Alfaguara. 2007. ISBN 978-987-04-0829-1.
- El diario de mi abuela (1ª edición). Punto de Lectura. 2008. ISBN 978-987-578-116-0.
- 10 lugares mágicos de la Argentina: Historias y cuentos (1ª edición). Emecé Editores. 2011. ISBN 978-950-04-3426-3. En coautoría con Viviana Rivero.